# Трента
Трѐнта (на италиански: Trenta) е малко градче в Южна Италия, община Казали дел Манко, провинция Козенца, регион Калабрия. Разположено е на 618 m надморска височина.